# Burg Utsunomiya
Die Burg Utsunomiya (jap. 宇都宮城, Utsunomiya-jō) befindet sich in der Stadt Utsunomiya, Präfektur Tochigi. In der Edo-Zeit residierten dort nacheinander zehn mittelgroße Fudai-Daimyō, zuletzt ein Zweig der Toda mit einem Einkommen von 70.000 Koku.

## Burgherren in der Edo-Zeit
- Ab 1601 Okudaira Iemasa (1577–1614) mit einem Einkommen von 100.000 Koku.
- Ab 1619 ein Zweig der Honda mit 155.000 Koku.
- Ab 1621 ein Zweig der Okudaira mit 120.000 Koku.
- Ab 1668 ein Zweig der Matsudaira (Okudaira) mit 150.000 Koku.
- Ab 1681 ein Zweig der Honda mit 100.000 Koku.
- Ab 1685 ein Zweig der Okudaira mit 90.000 Koku.
- Ab 1697 ein Zweig der Abe mit 100.000 Koku.
- Ab 1710 ein Zweig der Toda mit 67.000 Koku.
- Ab 1749 die Matsudaira (Fukōzu) mit 65.000 Koku.
- Ab 1774 ein Zweig der Toda mit 77.000 Koku.

## Geschichte

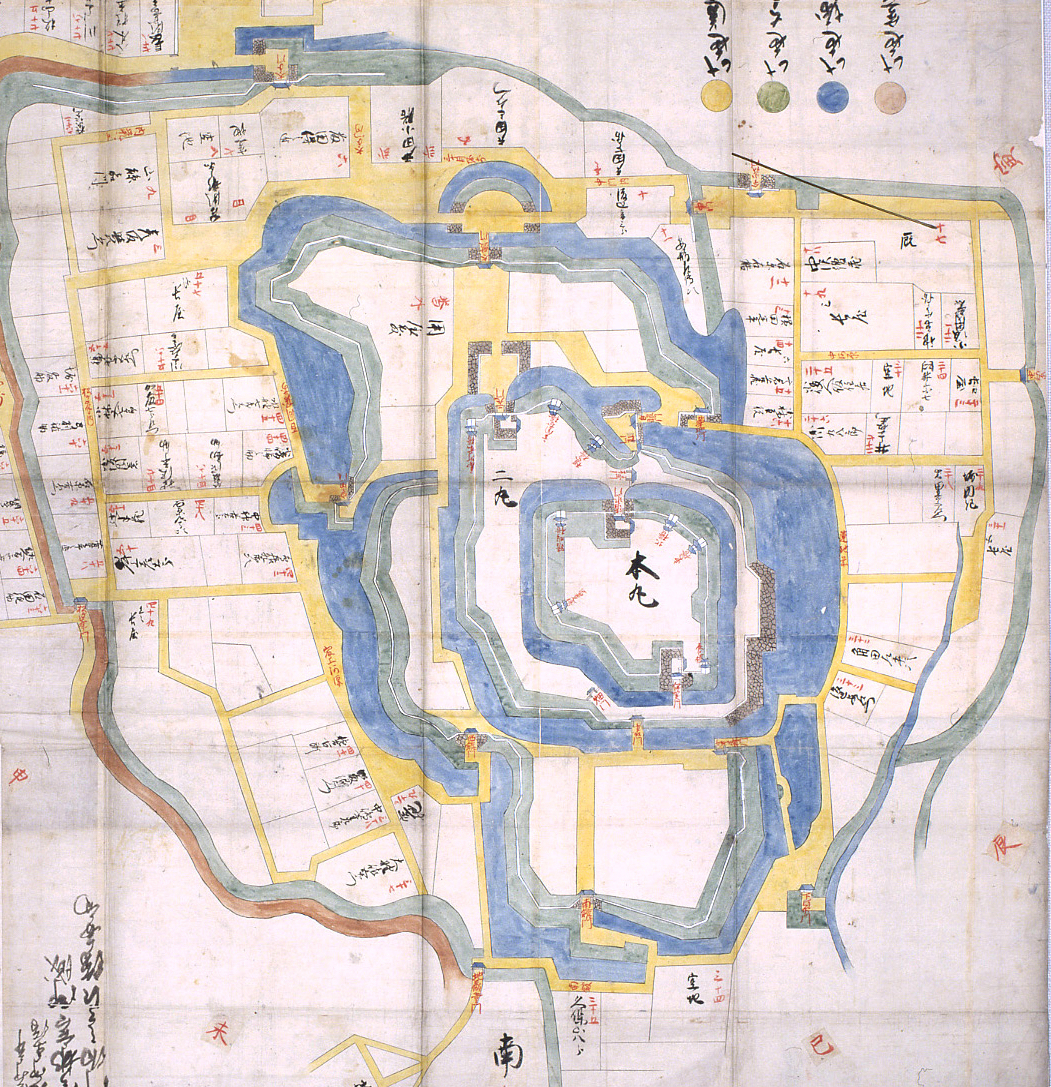
Die Burg und Burgstadt

Die Burg soll im Jahr 1063 von dem Ahnherr der Utsunomiya, Fujiwara no Sōen, errichtet worden sein. Die Utsunomiya bleiben Burgherren bis 1597, als der damalige Burgherr Utsunomiya Kunitsuna seine Domäne verlor und damit die Geschichte dieser Familie endete.
Die Burgstadt Utsunomiya wurde im Osten durch den Fluss Tagawa (田川) begrenzt, die Burg lag auf einer von Norden nach Süden sich erstreckender Anhöhe. In der Mitte befand sich der herzförmige zentrale Bereich, das Hommaru, das von einem Graben umgeben war. Weiter umgeben vom Ni-no-maru (二の丸), San-no-maru (三の丸) und dem Sotokuruwa (外曲輪), die auch durch Gräben getrennt waren, war die Burg dreifach geschützt. Die Burg besaß fast ausschließlich Erdwälle, nur der Ostteil des Hommaru und die Toranlagen waren durch Mauern geschützt. Im Norden besaß die Burg mit dem Maru-umadashi (丸馬出し), das zusammen mit dem Graben Mikazuki-bori (三日月堀) eine besondere Toranlage im Koguchi-Stil bildete.
Zur Zeit, als Honda Masayumi (1565–1637) Burgherr war, soll es einen Burgturm gegeben haben, in der Edo-Zeit wurde das Hommaru nur durch fünf Wachtürme geschützt, wobei der Wachturm an der besonders hohen Nordwestecke, der Seimei-Wachturm (清明櫓, Seimei-yagura), die Funktion eines Burgturms übernahm. Die Residenz im Hommaru existierte bis ins erste Drittel des 18. Jahrhunderts. Die Hauptresidenz im Ni-no-maru brannte 1683 ab, wurde aber wieder aufgebaut.
Im April 1868 wurden die sich in der Burg verteidigten Bakufu-Truppen angegriffen. Bei der Eroberung wurde die halbe Stadt zerstört. Heute ist fast der gesamte Burgbereich städtisches Gebiet geworden, nur Westteil des Hommaru ist noch vorhanden und ist Teil eines Parks. In den letzten Jahren wurde ein Teil der Befestigungsanlage des Hommaru mit zwei Wachtürmen, Seimei-Wachturm und der Fujimi-Wachturm (富士見櫓, Fujimi-yagura) an der Südwestecke, wieder aufgebaut. Dort befindet sich auch ein kleines Museum zur Geschichte der Burg, das Seimei-kan (清明館).

## Bilder

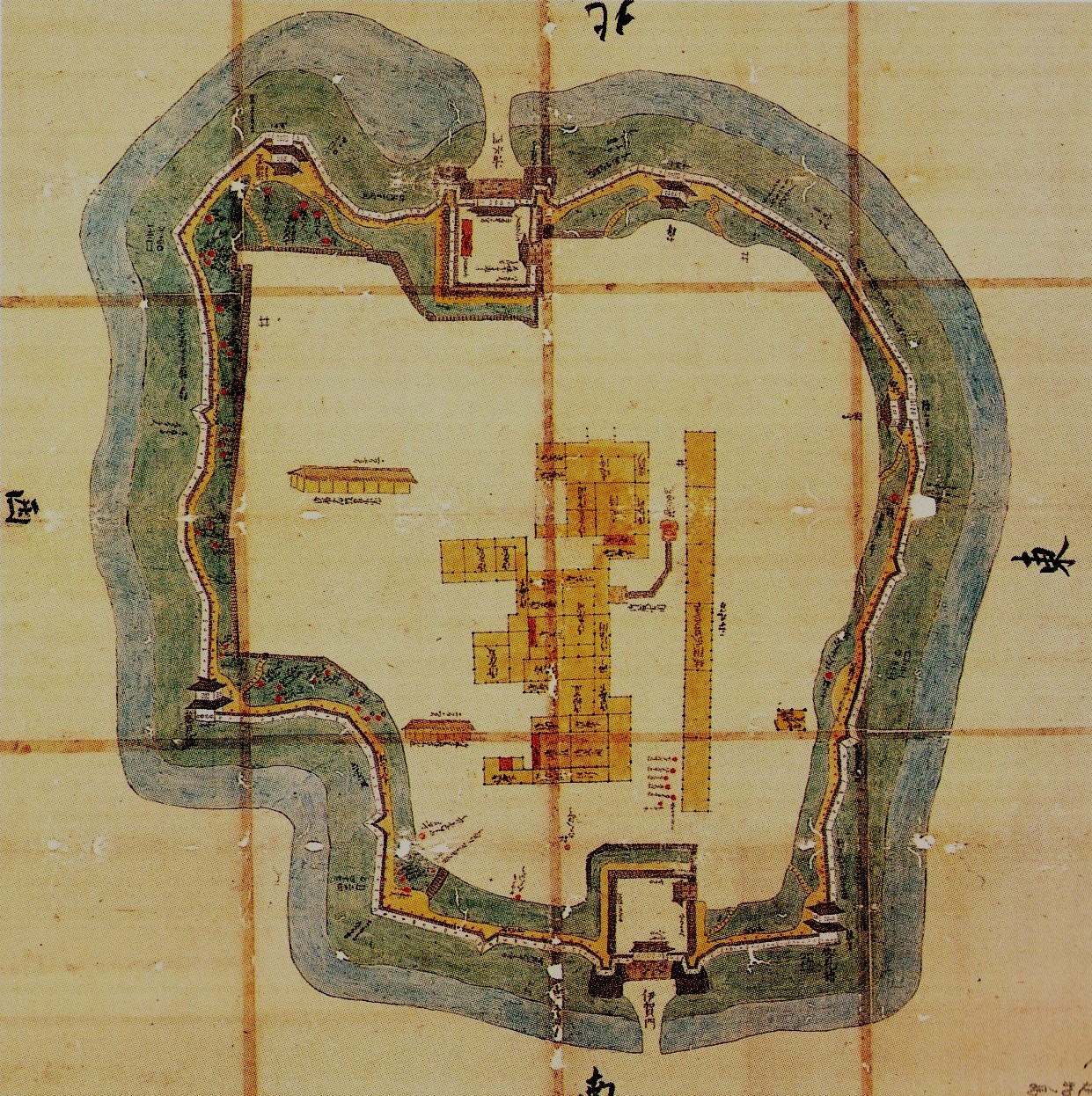
Hommaru, circa 1850[A 2]
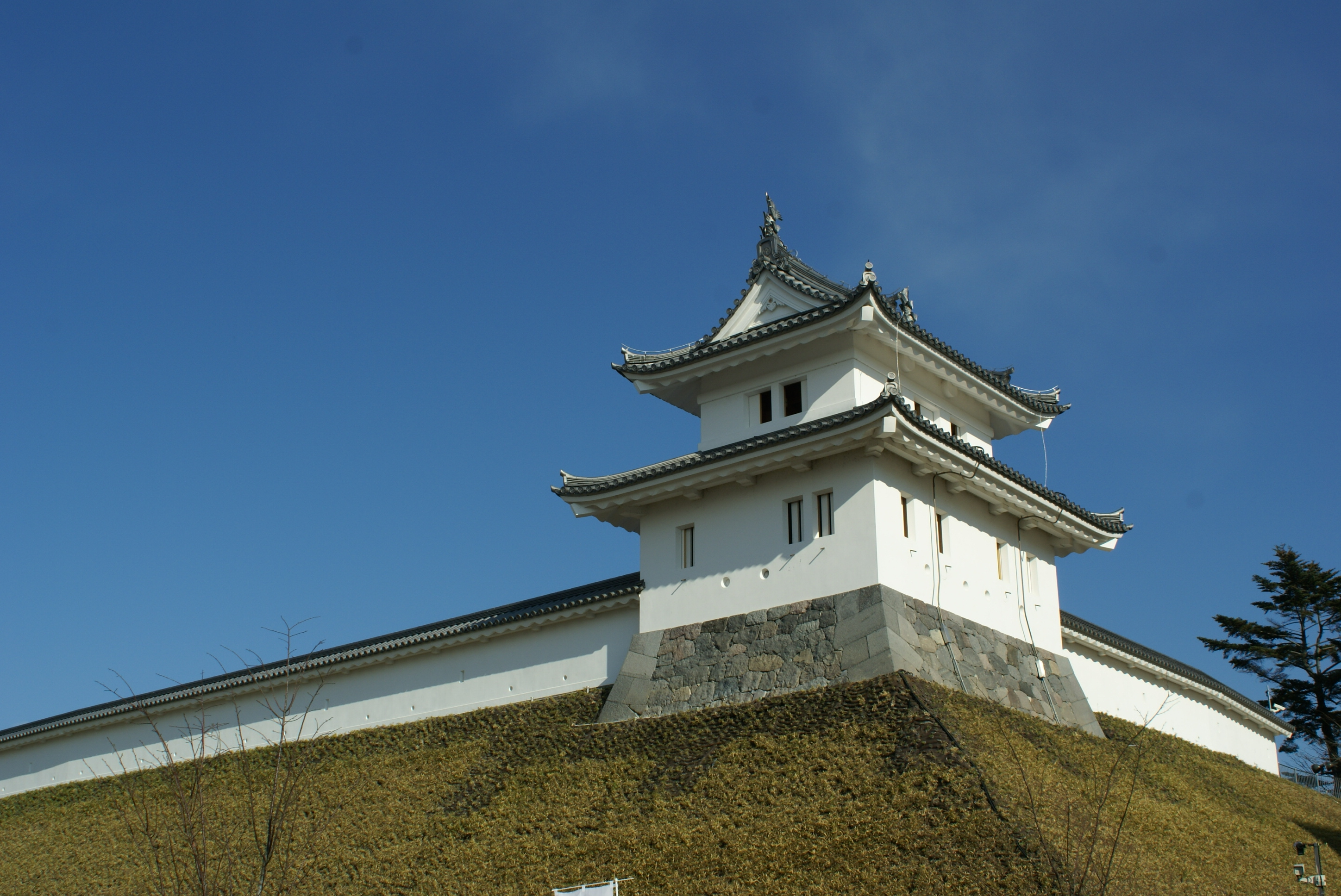
Fujimi-Wachturm